# The Ashes 2001
Il The Ashes 2001 è la 61ª edizione del prestigioso The Ashes di cricket. La serie di 5 partite si è disputata in Inghilterra tra il 5 luglio 2001 e il 27 agosto 2005. Le due squadre hanno eseguito un tour partito nella città di Birmingham per poi giocare al Lord's di Londra, a Nottingham, a Leeds e infine nuovamente a Londra (al The Oval).
La selezione australiana ha vinto per la settima volta consecutiva (ventinovesima in totale) il trofeo imponendosi sui rivali della selezione inglese per 4-1.

## Partite

### Test 1: Birmingham, 5-8 luglio 2001
| Data            | Luogo                                            |             |           | Risultato                          |
| --------------- | ------------------------------------------------ | ----------- | --------- | ---------------------------------- |
| 5-8 luglio 2001 | Edgbaston Cricket Ground Birmingham, Inghilterra | Inghilterra | Australia | AUS vince di un innings e 118 runs |

| Innings | In battuta  | Al lancio   | Risultato     | Note           |
| ------- | ----------- | ----------- | ------------- | -------------- |
| I       | Inghilterra | Australia   | 294/all out   |                |
| II      | Australia   | Inghilterra | 576/all out   |                |
| III     | Inghilterra | Australia   | 164/all out   |                |
| IV      | Australia   | Inghilterra | Non disputato | Non necessario |

### Test 2: Londra, 19-23 luglio 2001
| Data              | Luogo                                     |             |           | Risultato              |
| ----------------- | ----------------------------------------- | ----------- | --------- | ---------------------- |
| 19-23 luglio 2001 | Lord's Cricket Ground Londra, Inghilterra | Inghilterra | Australia | AUS vince di 8 wickets |

| Innings | In battuta  | Al lancio   | Risultato                 | Note |
| ------- | ----------- | ----------- | ------------------------- | ---- |
| I       | Inghilterra | Australia   | 187/all out (63.3 overs)  |      |
| II      | Australia   | Inghilterra | 401/all out (101.1 overs) |      |
| III     | Inghilterra | Australia   | 227/all out (66 overs)    |      |
| IV      | Australia   | Inghilterra | 14/2 (3.1 overs)          |      |

### Test 3: Nottingham, 2-6 agosto 2001
| Data            | Luogo                                |             |           | Risultato                                 |
| --------------- | ------------------------------------ | ----------- | --------- | ----------------------------------------- |
| 2-6 agosto 2001 | Trent Bridge Nottingham, Inghilterra | Inghilterra | Australia | AUS vince di 7 wickets AUS VINCE LA SERIE |

| Innings | In battuta  | Al lancio   | Risultato                | Note |
| ------- | ----------- | ----------- | ------------------------ | ---- |
| I       | Inghilterra | Australia   | 185/all out (52.5 overs) |      |
| II      | Australia   | Inghilterra | 190/all out (54.5 overs) |      |
| III     | Inghilterra | Australia   | 162/all out (57 overs)   |      |
| IV      | Australia   | Inghilterra | 158/3 (29.2 overs)       |      |

### Test 4: Leeds, 16-20 agosto 2001
| Data              | Luogo                                        |           |             | Risultato              |
| ----------------- | -------------------------------------------- | --------- | ----------- | ---------------------- |
| 16-20 agosto 2001 | Headingley Cricket Ground Leeds, Inghilterra | Australia | Inghilterra | ENG vince di 6 wickets |

| Innings | In battuta  | Al lancio   | Risultato                 | Note          |
| ------- | ----------- | ----------- | ------------------------- | ------------- |
| I       | Australia   | Inghilterra | 447/all out (100.1 overs) |               |
| II      | Inghilterra | Australia   | 309/all out (94.2 overs)  |               |
| III     | Australia   | Inghilterra | 176/4 (39.3 overs)        | Dichiarazione |
| IV      | Inghilterra | Australia   | 315/4 (73.2 overs)        |               |

### Test 5: Londra, 23-27 agosto 2001
| Data              | Luogo                        |           |             | Risultato                         |
| ----------------- | ---------------------------- | --------- | ----------- | --------------------------------- |
| 23-27 agosto 2001 | The Oval Londra, Inghilterra | Australia | Inghilterra | AUS vince di un innings e 25 runs |

| Innings | In battuta  | Al lancio   | Risultato                 | Note                                                       |
| ------- | ----------- | ----------- | ------------------------- | ---------------------------------------------------------- |
| I       | Australia   | Inghilterra | 641/4 (152 overs)         | Dichiarazione                                              |
| II      | Inghilterra | Australia   | 432/all out (118.2 overs) | AUS chiede il Follow on avendo oltre 200 runs di vantaggio |
| III     | Inghilterra | Australia   | 134/all out (68.3 overs)  |                                                            |
| IV      | Australia   | Inghilterra | Non disputato             | Non necessario                                             |